# Migrant Offshore Aid Station
Migrant Offshore Aid Station, nota anche attraverso l'acronimo MOAS, è un'organizzazione non governativa maltese concentrata sullo svolgimento di attività di ricerca e soccorso di persone in difficoltà.
L'organizzazione  è stata fondata nel 2013 dall'imprenditore statunitense Christopher Catrambone. Tra agosto 2014 e ottobre 2015 MOAS ha salvato oltre 14.000 persone nel Mar Mediterraneo, impiegando la nave da 40 metri Phoenix. L'organizzazione ha ricevuto un'ondata di donazioni dopo la morte di Alan Kurdi, che le ha permesso di espandere la propria attività nel mar Egeo e nel Sud-est asiatico.
Il 12 gennaio 2016 MOAS ha così prestato assistenza ai rifugiati della guerra civile siriana naufragati sulle spiagge dell'isola di Gaidaro. Il gruppo includeva un bambino di 2 anni, divenuto la prima vittima dell'anno tra i migranti.
Nel 2017 MOAS sposta le proprie operazioni in Bangladesh per prestare assistenza ai rifugiati Rohingya in fuga dalle violenze subite nel Myanmar. Vengono consegnate più di 40 tonnellate di scorte alimentari e vengono curate oltre 90.000 persone nelle nostre Aid Stations realizzate per assicurare assistenza sanitaria d’emergenza. Oggi MOAS è impegnato nel fornire formazione per la prevenzione dell'annegamento e degli incendi nel campo profughi di Cox's Bazar e tra i residenti bengalesi.
Dal 2019 MOAS consegna MOAS consegna aiuti nutrizionali salvavita e farmaci contro la malnutrizione che vengono distribuiti grazie al supporto dei partner locali in Sudan, Yemen e Somalia.
Dal 2022 MOAS è presente in Ucraina con una missione medica d'emergenza, per salvare la vita delle persone sul fronte della guerra. Grazie ad una flotta di 50 ambulanze operata da un team di 150 valorosi operatori sanitari, medici e infermieri, MOAS ha assistito 40.000 persone al fronte e 28.000 civili tagliati fuori dall'assistenza medica a causa del conflitto.

## Operazioni
Le operazioni di MOAS sono coordinate dall'isola di Malta, al centro del Mediterraneo e vicino alle isole italiane di Sicilia e Lampedusa. Italia e Malta sono al centro della rotta migratoria che dal Nordafrica conduce in Europa e negli ultimi anni hanno coordinato ed effettuato centinaia di soccorsi, salvando migliaia di vite in mare.
MOAS opera in stretta collaborazione con il centro di coordinamento dei soccorsi responsabile dell'area per ridurre le morti in mare, fornendo viveri, acqua, giubbotti di salvataggio e cure mediche ai battelli di migranti in difficoltà. Per questo l'organizzazione opera con equipaggi di professionisti, inclusi nuotatori soccorritori, medici ed infermieri. Una volta recuperati a bordo i migranti, l'organizzazione segue le indicazioni del centro di coordinamento per il loro sbarco nei porti di accoglienza.

### Phoenix
La nave da ricerca dell'organizzazione, la Phoenix, è un battello da 40 metri e 483 tonnellate di stazza, con scafo in acciaio, costruito nel 1973. L'equipaggio è costituito da 18 persone, inclusi marinai, soccorritori e personale medico. Dispone di una infermeria di bordo, di due RHIB di soccorso e di droni per la ricerca in mare aperto.

### Droni Schiebel
La Phoenix imbarca due aeromobili a pilotaggio remoto Camcopter S-100 dell'austriaca Schiebel, utilizzati per la ricerca in mare aperto. Questi droni ad ala rotante hanno un'autonomia di 100 km (praticamente la distanza tra Malta e Sicilia) o 6 ore di volo ed una velocità massima di 200 km/h. Una volta individuata un'imbarcazione necessitante di soccorso, le telecamere dei velivolo possono fornire immagini in tempo reale sia alla nave madre che ai centri di coordinamento a Malta ed in Italia, con una risoluzione tale da consentire la lettura di messaggi scritti su fogli dai migranti

## Missioni

### 2014
La Migration Offshore Aid Station partì per la sua prima missione lunedì 25 agosto 2014, che sarebbe durata 20 giorni. La Phoenix salpò dal Porto Grande (Malta) verso mezzogiorno, dopo la conferenza stampa tenuta a Birgu. Nel pomeriggio, mentre rientrava verso Malta per caricare altro equipaggiamento, la nave effettuò il suo primo soccorso a favore di un pescatore maltese la cui imbarcazione, col motore in panne, andava alla deriva al largo di Delimara (vicino Marsaxlokk); il pescatore e suo figlio attrassero l'attenzione dell'equipaggio agitando le braccia e rimasero affiancati alla Phoenix fino all'arrivo dei soccorsi.
Il primo soccorso a migranti venne effettuato il 30 agosto, con il recupero di un gruppo di 250 palestinesi e siriani, inclusi 40 bambini. Lo stesso giorno, la Phoenix prestò assistenza a 96 migranti subsahariani alla deriva su un gommone e salvati da un mercantile. L'8 settembre due soccorsi portarono a bordo 700 migranti, tra i quali 83 donne e bambini, compreso un neonato di 2 giorni. Altri 1.500 migranti furono recuperati in ottobre, portando il totale ad oltre 3.000 vite.
L'organizzazione lanciò in ottobre una raccolta fondi, che nel 2015 raggiunse la cifra di 70.000 dollari. A febbraio MOAS lanciò un appello all'industria marittima ed ai naviganti, chiedendo di rispondere attivamente all'emergenza. I marittimi in transito nel Mediterraneo erano infatti sopraffatti dal numero di rifugiati in transito dalla Libia all'Italia dopo che missioni tipo l'Operazione Mare nostrum italiana non erano più operative. Dichiarò MOAS: “A causa del gran numero di imbarcazioni di migranti e dell'assenza di asset dell'Unione europea per intercettarli, le imbarcazioni commerciali sono diventate la prima linea del soccorso. Eppure, mercantili e marinai civili sono impreparati per questo tipo di travolgente situazione di emergenza. Essi non hanno personale medico e non hanno familiarità con le cure da prestare alle persone coinvolte. E questa rappresenta una parte importante del processo, che non si limita al solo salvataggio ma anche al prendersi cura di naufraghi che possono versare in condizioni critiche per le loro vite, come abbiamo imparato a Lampedusa."

### 2015
MOAS continuò ad operare nel Mediterraneo centrale tra maggio e settembre 2015. In questa campagna prestò assistenza ad oltre 9.000 rifugiati, portando il totale delle vite salvate alla fine del 2015 ad oltre 12.000.

### 2016
Da dicembre 2015 MOAS iniziò ad operare nel Mar Egeo, utilizzando la Topaz Responder, una nave da soccorso offshore da 51 metri presa in leasing, dotata di due lance da soccorso ad alta velocità, battezzate Alan e Galip in onore dei due fratellini curdi la cui morte aveva scioccato il mondo nel settembre 2015. Il 2 gennaio annunciò di aver salvato una nave con 39 migranti, 11 dei quali feriti dalla violenza dell'impatto con gli scogli di un'isola. Un bambino di tre mesi in severa ipotermia venne recuperato e stabilizzato.
Tra giugno e settembre 2016 si stima che il solo Topaz Responder abbia portato in salvo 16.000 persone.

## La fondazione e i partenariati
MOAS è stata fondata dopo il tragico 2013, quando due barconi, uno carico di migranti provenienti da Eritrea e Somalia ed uno di rifugiati siriani, erano affondati sulla rotta tra Nordafrica ed Europa.
Ogni anno migliaia di migranti, la maggior parte provenienti dall'Africa subsahariana, rischiano la vita in mare tentando la pericolosa traversata su imbarcazioni precarie. Christopher Catrambone ha dato vita al progetto nel 2013 con lo scopo ultimo di eliminare per quanto possibile le perdite di vite in mare. MOAS non opera da traghetto, ma usa tutte le sue risorse per assistere i rispettivi centri di coordinamento di soccorso nella localizzazione e ridurre le sofferenze di esseri umani in difficoltà, salvando le loro vite se necessario.
MOAS ha ricevuto vari riconoscimenti da quando è entrato in attività, tra i quali l'Ordine al merito della Repubblica italiana e la Medaglia per il Servizio della Repubblica maltese (Midalja għall-Qadi tar-Repubblika), un premio per l'impegno civile da parte del think tank maltese Today Public Policy Institute nel novembre 2015 e, nel 2016, The Geuzen Medal olandese.
L'organizzazione è composta da operatori umanitari, professionisti della sicurezza, personale medico e operatori marittimi esperti, impegnati per risolvere la situazione dei migranti e per combattere i pericoli che devono affrontare nel tentativo di trovare una vita libera dalla violenza. Il direttore del progetto è il brig. gen. (rit.) Martin Xuereb, capo di stato maggiore della difesa di Malta
Medici senza frontiere ha collaborato con MOAS da maggio a settembre 2015 a bordo della Phoenix, attendendo alle cure di 6.985 persone recuperate dal personale MOAS, con una squadra di sei persone, tra personale logistico, reporter e personale medico..
A seguito dell'intensificarsi dei flussi migratori tra la Turchia e la Grecia, il MOAS, al fine di soccorrere le persone che cercano di raggiungere l'Europa attraverso il mar Egeo, firmò il 19 dicembre 2015 una convenzione con Corpo italiano di soccorso dell'Ordine di Malta (CISOM). Le équipe sanitarie composti da medici e infermieri del CISOM, sono stati imbarcati sulla Topaz Responder, 24 h per un totale di 134 giorni, calcolati sino alla fine della missione che è terminata il 30 aprile 2016. I risultati dell'Aegean SAR Operations sono stati: 1154 migranti salvati, di cui 205 bambini, 30 operazioni SAR, 80 terapie salvavita somministrate  Archiviato il 19 agosto 2016 in Internet Archive..
Nella successiva campagna del 2016 in Mediterraneo centrale, il Topaz Responder lasciava Malta il 6 giugno con a bordo una squadra sanitaria della ONG italiana Emergency, collaborazione terminata già in agosto per motivi economici.
Sempre a giugno, la Phoenix, grazie ad una convenzione tra MOAS e Federazione internazionale delle società di Croce Rossa e Mezzaluna Rossa, partiva invece con il personale sanitario di bordo fornito da Croce Rossa Italiana. Da agosto anche sulla Topaz Responder il personale della CRI subentrava a quello di Emergency. Su ognuna delle due navi hanno operato a turno una squadra costituita da un medico, due infermieri ed un team coordinator.